# Arctocorisa planifrons
Arctocorisa planifrons är en insektsart som först beskrevs av Kirby 1837.  Arctocorisa planifrons ingår i släktet Arctocorisa och familjen buksimmare. Inga underarter finns listade i Catalogue of Life.